# الإمارات العربية المتحدة في الألعاب الأولمبية الصيفية 2016
نافست الإمارات العربية المتحدة في دورة الألعاب الأولمبية الصيفية 2016 في ريو دي جانيرو، في الفترة من 05-21 أغسطس 2016.

## الميداليات
| الرياضي     | المنافسة | ذهبية | فضية | برونزية |
| ----------- | -------- | ----- | ---- | ------- |
| سيرغوي توما | الجودو   |       |      | 1       |
| المجموع     |          |       |      |         |